# Jacques Dumontier
Jacques Dumontier, né à Épinal en le 2 février 1914 et mort à Paris le 4 mars 1975, est un économiste français.